# Mysella tumida
Mysella tumida är en musselart som först beskrevs av Carpenter 1864.  Mysella tumida ingår i släktet Mysella och familjen Lasaeidae. Inga underarter finns listade i Catalogue of Life.